# Station Auvelais
Station Auvelais is een spoorwegstation langs spoorlijn 130 (Namen - Charleroi) in Auvelais, een deelgemeente van de gemeente Sambreville.
Sinds 2001 is er ook de aansluiting met spoorlijn 147N, voor het goederenverkeer op de Noord-Zuid-as, dat vanuit Ottignies over spoorlijn 140 naar Fleurus rijdt en vanaf daar over de oude bedding van spoorlijn 147 naar Auvelais. De aansluiting van spoorlijn 147N op spoorlijn 130 is slechts uitgevoerd in de richting Namen.
Sinds 28 juni 2013 zijn de loketten van dit station gesloten en is het een stopplaats geworden.

## Treindienst
| Serie       | Treinsoort               | Route | Bijzonderheden                                            |
| ----------- | ------------------------ | --- | --------------------------------------------------------- |
| IC 25       | Intercity (NMBS)         | Moeskroen – Doornik – Bergen – Charleroi-Centraal – Auvelais – Namen – Luik-Guillemins – Herstal – Liers | Rijdt in het weekend tussen Moeskroen en Liers.           |
| S 61        | S-trein Charleroi (NMBS) | Waver – Charleroi-Centraal – Auvelais – Jambes                                                           | Rijdt in de week 2×/u tussen Jambes - Charleroi-Centraal. |
| P 7690/8690 | Piekuurtrein (NMBS)      | [ Tamines – Auvelais – ] Jemeppe-sur-Sambre – Gembloers                                                  | Een trein vanaf Tamines.                                  |
| P 7720/8720 | Piekuurtrein (NMBS)      | Jemeppe-sur-Sambre – Auvelais – Charleroi-Centraal – Brussel-Zuid – Schaarbeek                           | Rijdt alleen op werkdagen.                                |
| P 7780/8780 | Piekuurtrein (NMBS)      | Charleroi-Centraal – Auvelais – Namen – Jambes                                                           | Rijdt alleen op werkdagen. Een trein tot Jambes.          |

## Reizigerstellingen
De grafiek en tabel geven het gemiddeld aantal instappende reizigers weer op een week-, zater- en zondag.
| Tabel: aantal instappende reizigers station Auvelais | Tabel: aantal instappende reizigers station Auvelais | Tabel: aantal instappende reizigers station Auvelais | Tabel: aantal instappende reizigers station Auvelais |
|                                                      | Weekdag                                              | Zaterdag                                             | Zondag                                               |
| ---------------------------------------------------- | ---------------------------------------------------- | ---------------------------------------------------- | ---------------------------------------------------- |
| 1977                                                 | 1 247                                                | 359                                                  | 298                                                  |
| 1978                                                 | 1 160                                                | 371                                                  | 300                                                  |
| 1979                                                 | 1 148                                                | 397                                                  | 284                                                  |
| 1980                                                 | 1 138                                                | 600                                                  | 301                                                  |
| 1981                                                 | 1 214                                                | 377                                                  | 316                                                  |
| 1982                                                 | 1 188                                                | 397                                                  | 268                                                  |
| 1983                                                 | 1 123                                                | 363                                                  | 289                                                  |
| 1984                                                 | 939                                                  | 306                                                  | 223                                                  |
| 1985                                                 | 1 008                                                | 306                                                  | 217                                                  |
| 1986                                                 | 1 018                                                | 261                                                  | 182                                                  |
| 1987                                                 | 956                                                  | 229                                                  | 207                                                  |
| 1988                                                 | 987                                                  | 296                                                  | 252                                                  |
| 1989                                                 | 1 104                                                | 276                                                  | 261                                                  |
| 1990                                                 | 962                                                  | 365                                                  | 365                                                  |
| 1991                                                 | 1 232                                                | 346                                                  | 297                                                  |
| 1992                                                 | 949                                                  | 278                                                  | 252                                                  |
| 1993                                                 | 891                                                  | 328                                                  | 204                                                  |
| 1994                                                 | 1 084                                                | 385                                                  | 212                                                  |
| 1995                                                 | 970                                                  | 310                                                  | 233                                                  |
| 1996                                                 | 624                                                  | 281                                                  | 224                                                  |
| 1997                                                 | 1 009                                                | 364                                                  | 294                                                  |
| 1998                                                 | 821                                                  | 294                                                  | 220                                                  |
| 1999                                                 | 705                                                  | 221                                                  | 192                                                  |
| 2000                                                 | 748                                                  | 277                                                  | 170                                                  |
| 2001                                                 | 671                                                  | 192                                                  | 194                                                  |
| 2002                                                 | 654                                                  | 237                                                  | 175                                                  |
| 2003                                                 | 678                                                  | 232                                                  | 172                                                  |
| 2004                                                 | 723                                                  | 260                                                  | 164                                                  |
| 2005                                                 | 698                                                  | 236                                                  | 191                                                  |
| 2006                                                 | 629                                                  | 242                                                  | 184                                                  |
| 2007                                                 | 657                                                  | 242                                                  | 186                                                  |
| 2008                                                 | -                                                    | -                                                    | -                                                    |
| 2009                                                 | 717                                                  | 240                                                  | 189                                                  |
| 2010                                                 | -                                                    | -                                                    | -                                                    |
| 2011                                                 | -                                                    | -                                                    | -                                                    |
| 2012                                                 | 607                                                  | 211                                                  | 171                                                  |
| 2013                                                 | 647                                                  | 302                                                  | 198                                                  |
| 2014                                                 | 681                                                  | 285                                                  | 205                                                  |
| 2015                                                 | 616                                                  | 223                                                  | 165                                                  |
| 2016                                                 | 581                                                  | 212                                                  | 180                                                  |
| 2017                                                 | 644                                                  | 235                                                  | 180                                                  |
| 2018                                                 | 497                                                  | 218                                                  | 202                                                  |
| 2019                                                 | 492                                                  | 230                                                  | 174                                                  |
| 2020                                                 | 367                                                  | 197                                                  | 174                                                  |
| 2021                                                 | -                                                    | -                                                    | -                                                    |
| 2022                                                 | 459                                                  | 235                                                  | 215                                                  |
| 2023                                                 | 562                                                  | 261                                                  | 220                                                  |
| 2024                                                 | 638                                                  | 179                                                  | 145                                                  |

0,0: Namen ·
3,2: Ronet ·
4,8: Flawinne ·
8,6: Floreffe ·
10,9: Franière ·
13,5: Mornimont ·
14,4: Moustier ·
16,2: Ham-sur-Sambre ·
16,7: Jemeppe-sur-Sambre ·
19,3: Auvelais ·
21,4: Tamines ·
23,7: Aiseau ·
25,5: Tergnée ·
26,4: Farciennes ·
27,5: Le Campinaire ·
28,6: Pont-de-Loup ·
29,8: Châtelet ·
32,6: Couillet-Montignies ·
33,9: Couillet ·
36,6: Charleroi-Central